# Ahn Byeong-keun
Ahn Byeong-keun, kor. 안 병근 (ur. 23 lutego 1962) – południowokoreański judoka.
Na Igrzyskach Olimpijskich w Los Angeles w 1984 zdobył złoty medal w wadze lekkiej (do 71 kg), pokonując w finale Włocha Ezio Gambę. W Seulu w 1988 startował w wadze półśredniej (do 78 kg) i odpadł z turnieju po pierwszej walce (przegranej z Kanadyjczykiem Kevinem Doherty'm). Do jego osiągnięć należy również tytuł mistrza świata (Seul 1985; waga lekka). Ma w swoim dorobku również złoty medal igrzysk azjatyckich (Seul 1986; waga lekka).